# Yvon Hem
Yvon Hem (khmer អ៊ីវង់ ហែម, 1937-10 août 2012, Phnom Penh) était un réalisateur de cinéma cambodgien ayant survécu au régime des Khmers Rouges. C’est l’une des personnalités interviewées dans le documentaire Le Sommeil d'or réalisé par Davy Chou, qui est sorti en  septembre 2012 et vise à restituer par les témoignages d'artistes et de spectateurs survivants la floraison du cinéma cambodgien entre 1960 et 1975. 

## Biographie
Yvon Hem devient l’assistant de Marcel Camus sur le tournage de son film L'Oiseau de paradis où joue sa sœur, Nary Hem. Avec l’aide de leur père, Yvon et Nary créent les studios Baksey Thaansuo (បក្សីឋានសួគ៌, « oiseau de paradis » en khmer). Il tourne une douzaine de films, donc cinq ont survécu à la période des Khmers Rouges et sont disponibles en Vidéo CD sur les marchés de Phnom Penh.
Ayant perdu sa femme et leurs quatre enfants sous les Khmers Rouges, il se remarie avec sa belle-sœur qui lui donne aussi quatre enfants. Il a réalisé en 1988 la romance Sromoul Antakal (Les ombres des ténèbres).

## Filmographie survivante
- 1963 : Jet Mdai (ចិត្តម្ដាយ, Un cœur de mère), premier film khmer encore existant
- 1967 : Sovannahong (en) (សុវណ្ណហង្ស, Le cygne d’or), film  mythologique
- 1968 : Abul Kasame (en) (អាប៊ុលកាសេម, d’après les Mille et une nuits)
- 1968 : Ynav Boseeba (d’après les Mille et une nuits)
- 1970 : Sovann Pancha (en) (សុវណ្ណបញ្ជា)
- 1988 : Sromoul Antakal (ស្រមោលអន្ធការ, Les ombres des ténèbres)